# L'arte del romanzo
L'arte del romanzo. Saggio (titolo orig. francese L'Art du roman. Essai) è una raccolta di saggi di Milan Kundera che espone il punto di vista dell'autore su cosa sia o debba essere un romanzo, e sulla propria poetica di scrittore. I testi espongono le sue riflessioni su grandi autori europei, con particolare enfasi su Miguel de Cervantes, Franz Kafka ed Hermann Broch. 
Consta di sette scritti, indipendenti l'uno dall'altro, ma ben legati insieme dalla stessa tematica. Il libro propone due interviste condotte da Christian Salmon per la rivista newyorchese The Paris Review: Dialogo sull'arte del romanzo e Dialogo sull'arte della composizione
Nel capitolo Sessantaquattro parole, Kundera raccoglie le parole-chiave che attraversano l'estetica dei suoi romanzi.

## Edizioni
- (FR) L'Art du roman, Parigi, Gallimard, 1986, ISBN 2070708152, LCCN 87132212.
- L'arte del romanzo. Saggio, traduzione di Ena Marchi e Anna Ravano, Collana Piccola Biblioteca n.210, Milano, Adelphi, 1988, ISBN 978-88-459-0278-9. - Collana gli Adelphi n.678, Milano, Adelphi, 2023, ISBN 978-88-459-3844-3.